# Okręg Niort
Okręg Niort (fr. Arrondissement de Niort) – okręg w zachodniej Francji. Populacja wynosi 205 tysięcy.

## Podział administracyjny
W skład okręgu wchodzą następujące kantony:
- Beauvoir-sur-Niort,
- Brioux-sur-Boutonne,
- Celles-sur-Belle,
- Champdeniers-Saint-Denis,
- Chef-Boutonne,
- Coulonges-sur-l'Autize,
- Frontenay-Rohan-Rohan,
- Lezay,
- Mauzé-sur-le-Mignon,
- Melle,
- Mothe-Saint-Héray,
- Niort-Est,
- Niort-Nord,
- Niort-Ouest,
- Prahecq,
- Saint-Maixent-l'École-1,
- Saint-Maixent-l'École-2,
- Sauzé-Vaussais.